# Cantone di Paimpol
Il Cantone di Paimpol è una divisione amministrativa dell'Arrondissement di Saint-Brieuc.
A seguito della riforma approvata con decreto del 13 febbraio 2014, che ha avuto attuazione dopo le elezioni dipartimentali del 2015, è passato da 7 a 10 comuni.

## Composizione
I 7 comuni facenti parte prima della riforma del 2014 erano:
- Île-de-Bréhat
- Kerfot
- Paimpol
- Ploubazlanec
- Plouézec
- Plourivo
- Yvias

Dal 2015 i comuni appartenenti al cantone sono i seguenti 10:
- Île-de-Bréhat
- Kerfot
- Lanleff
- Lanloup
- Paimpol
- Pléhédel
- Ploubazlanec
- Plouézec
- Plourivo
- Yvias